# Majed Hamza
Majed Hamza (arabe : ماجد حمزة), né le 8 février 1983 à Sousse, est un handballeur tunisien jouant au poste de gardien de but.

## Palmarès

### Clubs
- Vainqueur du championnat de Tunisie : 2007, 2011
- Vainqueur de la coupe de Tunisie : 2008, 2009, 2010, 2014, 2017

#### Supercoupe d'Afrique
- Médaille d'or à la supercoupe d'Afrique 2013 ( Tunisie)
- Médaille d'argent à la supercoupe d'Afrique 2011 ( Cameroun)

#### Ligue des champions d'Afrique
- Médaille d'or à la Ligue des champions d'Afrique 2010 ( Maroc)
- Médaille d'argent à la Ligue des champions d'Afrique 2011 ( Nigeria)

#### Coupe d'Afrique des vainqueurs de coupe
- Médaille d'or à la coupe d'Afrique des vainqueurs de coupe 2012 ( Tunisie)

### Équipe nationale

#### Championnat du monde de handball
- 20e au championnat du monde 2011 ( Suède)
- 14e au championnat du monde 2015 ( Qatar)

#### Championnat d'Afrique
- Médaille d'or au championnat d'Afrique 2012 ( Maroc)
- Médaille d'or au championnat d'Afrique 2018 ( Gabon)

#### Autres
- Médaillé de bronze aux Jeux panarabes de 2011 ( Qatar)